# Carl Friedrich Voigt (Jurist)
Carl Friedrich Voigt (getauft 22. August 1760 in Bützow; † März 1822 in Greifswald) war ein deutscher Jurist und Hochschullehrer.

## Leben
Carl Friedrich Voigt wurde als Sohn des Anton Voigt, herzoglicher Amtsschreiber im Domanialamt Bützow-Rühn, geboren. Er besuchte das Herzogliche Pädagogium Bützow, bestand das Abitur anscheinend an der Domschule Güstrow und studierte von 1775 bis 1783 Jura an den Universitäten Bützow bei Eobald Toze sowie in Greifswald. Von 1784 bis 1789 war er Privatdozent in Bützow. 1794 verteidigte er in Rostock unter Johann Matthias Martini seine Inauguraldissertation De Praescriptione Actionis Pignoraticiae Directae und wurde zum Magister jur. promoviert. Danach wurde er Ratsherr in Greifswald. 1799 wurde Voigt Adjunkt an der Greifswalder Juristen-Fakultät und wurde ein Jahr später [1800] in Rostock promoviert. 1803 wurde er in Greifswald zum ordentlichen Professor der Rechte und gleichzeitig Assessor des Greifswalder Konsistoriums ernannt. Seit 1814 war er Direktor des Konsistoriums. 1811 und 1819 wurde Voigt zum Rektor der Greifswalder Universität gewählt.

## Schriften
- Dissertatio Inavgvralis Ivridica De Praescriptione Actionis Pignoraticiae Directae. Rostock 1794 (Digitalisat)
- Commentatio Inavgvralis Ivridica De Praescriptione Actionis Pignoraticiae Directae. Rostock 1794 (Digitalisat)